# Сусские шильхские диалекты

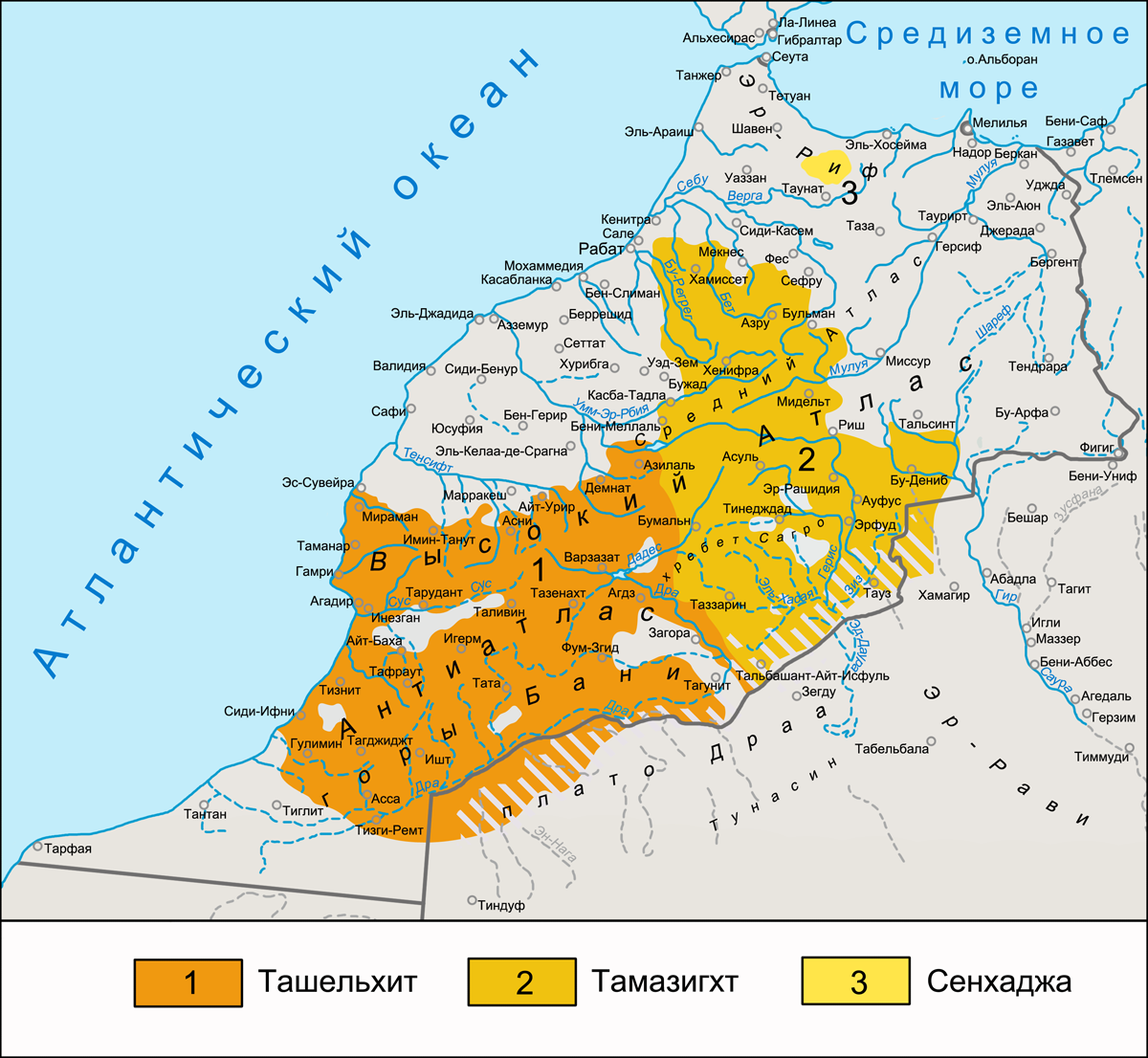
Ареал шильхских языков (ташельхит) на карте атласских языков

Су́сские ши́льхские диале́кты (также сусский язык, сусский шильхский язык, шильхский язык Суса; англ. tasusit, sous, sus, tasoussit, susiua, sousse, soussi, souss, sūs; самоназвание — tasusit) — диалекты шильхской подгруппы атласской группы северноберберской ветви берберо-ливийской семьи. Распространены в южных районах Марокко в историко-географическом регионе Сус (бассейн реки Сус). На сусских диалектах говорят представители сусской этнической группы шильхов (англ. isusiyen, ayt Suss).
По данным лексикостатистики различия сусской с высокоатласской шильхской, антиатласской и южношильхской группами диалектов сравнимы с различиями между романскими языками, поэтому можно рассматривать сусский как самостоятельный шильхский язык наряду с высокоатласским шильхским, антиатласским и южношильхским языками, хотя традиционно в берберологии принято говорить об одном шильхском языке.
К сусским относят следующие диалекты (как правило связанные с тем или иным шильхским племенем):
- Баамрани (также аит Баамран; англ. ait Baamrani, aït Baâmrane, ait Ba-amran)[~ 1];
- Тазервальт (также тазеруальт; англ. tazerwalt, tazeroualt);
- Хаууара (англ. hawwara);
- Ида у Семлаль (также семлаль; англ. ida u Semlal);
- Аштукен (англ. achtouken);
- Аксимен;
- Сексауа (англ. seksawa);
- Мсеггина;
- Аит Уаджес (англ. ait Wadjes);
- Аит Уагонсан;
- Ида у Мхамуд;
- Ида у Изиммер (англ. ida u Izimmer);
- Ида у Гериун (англ. ida u Geriun);
- Демсира (англ. demsira);
- Тигуга (англ. tiguga);
- Масст (также масса, агхбалу; англ. masst).

Из перечисленных диалектов три — баамрани, ида у семлаль (семлаль), тазервальт — упоминаются в классификации шильхских языков (или диалектов) в статье «Берберо-ливийские языки» А. Ю. Милитарёва, опубликованной в лингвистическом энциклопедическом словаре и в классификации, опубликованной в работе С. А. Бурлак и С. А. Старостина «Сравнительно-историческое языкознание».